# Elliott Erwitt
Elliott Erwitt, né Elio Romano Ervitz le 26 juillet 1928 à Neuilly-sur-Seine et mort le 29 novembre 2023 à New York, est un photographe franco-américain, connu pour ses images en noir et blanc inhabituelles. Plus secondairement, il est aussi documentariste.

## Biographie

### Jeunesse et formation
Les parents d’Elliott Erwitt sont des immigrés juifs russes et il passe la majeure partie de sa jeunesse en Italie. À l’âge de dix ans, sa famille déménage en France, où ils vivent deux ans avant de s’installer aux États-Unis. En 1938, ils émigrent aux États-Unis, à New York, à Chicago, puis à Los Angeles en 1941.
Il étudie la photographie et la réalisation cinématographique au Los Angeles City College et à The New School for Social Research, terminant ses études en 1950.

### Après-guerre
Au début des années 1950, Elliott Erwitt retourne en Europe, voyage et prend des photographies.
Il s’engage dans l’armée américaine en 1951 ; il est assistant-photographe alors qu’il est affecté dans le New Jersey, en Allemagne et en France. À la fin de son service, en 1953, il s’installe à New York.
Elliott Erwitt est encouragé par Edward Steichen et Roy Stryker, qui apprécient son travail. En 1953, Robert Capa invite le jeune artiste à rejoindre l’agence Magnum Photos. Il en sera président durant trois mandats (de 1966 à 1969) et continue d’en être un membre actif.

### Carrière
Elliott Erwitt commence sa carrière en tant que photographe indépendant et travaille pour de célèbres magazines tels que Look, Life et Holiday.
À maintes reprises, il a documenté des événements sociopolitiques dans ses photographies, comme la visite de Richard Nixon en Union soviétique en 1959 (Kitchen Debate), les funérailles de John F. Kennedy en 1963 ou l'investiture de Barack Obama en 2009.
Aimant les chiens, Erwitt porte sur eux un regard plein d’humour. Une photo en noir et blanc intitulée Dog représente un petit chien portant un pull debout à côté des pieds d’une femme portant des sandales à lanières. Une autre photo, Dog Show, montre de dos quatre personnes regardant une compétition de caniches. Entre eux, un grand caniche se tient sur ses pattes arrière et semble apprécier le spectacle.
Il publie plusieurs livres, dont Son of Bitch, Dog Dogs et Woof qui ont pour thème principal les chiens.
Erwitt réalise aussi des documentaires, dont Beauty Knows No Pain et Red, White, and Bluegrass. Dans les années 1980, il travaille pour Home Box Office et produit 17 programmes de comédies.
Ses photographies sont exposées à la galerie Paul Smith de Londres et au MoMA de New York. En 2017, Amadasalto effectue des tirages platine-palladium de ses 16 meilleures photos.[réf. nécessaire]
Au cours de ses huit décennies de carrière, il a réalisé 600 000 négatifs, dont 6 000 sont conservés par l'agence Magnum.
Durant ses dernières années, Elliott Erwitt vit et travaille à New York, tout en continuant à voyager.
Le 2 novembre 2023, quelques jours avant sa mort, le 74e album de la collection 100 photos pour la liberté de la presse, sort en librairie ; il est consacré à Elliott Erwitt. Il s'agit d'un livre édité par Reporters sans frontières (RSF) dans le but de soutenir et venir en aide aux journalistes sur le terrain.
Elliott Erwitt meurt le 29 novembre 2023 à New York, à l'âge de 95 ans,.

## Ouvrages
- 1988 : Elliott Erwitt Photos 1946-1988, Nathan Images, 255 p.,  (ISBN 978-2-09240-004-3)
- 1999 : Quelle vie de chien, textes de Pelham Grenville Wodehouse, 512 p., Phaidon,  (ISBN 978-0-71489-072-2)
- 2001 : Snaps, Phaidon,  (ISBN 978-0-71484-150-2)
- 2007 : Elliott Erwitt, coll. Photopoche n° 35 (réédition), Centre national de la Photographie, Paris,  (ISBN 978-2-74276-753-3)
- 2007 : Unseen, 159 p., éd. Te Neues,  (ISBN 978-3-83279-210-7)
- 2008 : Dogs, 143 p., éd. Te Neues,  (ISBN 978-3-83279-257-2)
- 2009 : Rome, 144 p., éd. Te Neues,  (ISBN 978-3-83279-361-6)
- 2010 : Paris, 176 p., éd. Te Neues,  (ISBN 978-3-83279-414-9)
- 2010 : Ecological Hotels, 220 p., éd. Te Neues,  (ISBN 978-3-83279-370-8)
- 2011 : Elliott Erwitt's New York, 143 p., éd. Te Neues,  (ISBN 978-3-83279-587-0)
- 2011 : Sequentially Yours, 144 p., éd. Te Neues,  (ISBN 978-3-83279-578-8)
- 2012 : Elliott Erwitt. icons, texte de Biba Giacchetti, Silvana Editoriale,  (ISBN 978-8-83662-327-3)
- 2013 : Snaps abridged (édition abrégée de Snaps), Phaidon,  (ISBN 978-0-71486-069-5)
- 2013 : Elliott Erwitt's kolor, 448 p., éd. Te Neues,  (ISBN 978-3-83279-577-1)
- 2013 : Elliott Erwitt, textes de Dario Cimorelli et Alessandra Olivari, Silvana Editoriale,  (ISBN 978-8-83662-630-4)
- 2014 : Regarding Women, 304 p., éd. Te Neues,  (ISBN 978-3-83279-857-4)
- 2014 : Personnal Best, 445 p., éd. Te Neues,  (ISBN 978-3-83279-891-8)
- 2014 : Le petit monde d'Elliott Erwitt, textes de Marie Houblon, éd. Tourbillon,  (ISBN 978-2-84801-865-2)
- 2016 : Home around the world, 312 p., éd. Aperture,  (ISBN 978-1-59711-369-4)
- 2017 : Cuba, préface d'Henry Louis Gates Jr., 445 p., éd. Te Neues,  (ISBN 978-3-96171-039-3)
- 2017 : Pittsburgh 1950, 136 p., éd. Gost,  (ISBN 978-1-91040-112-5)
- 2017 : Elliott Erwitt's New York, 142 p., éd. Te Neues,  (ISBN 978-3-83276-925-3)
- 2018 : Scotland, préface d'Alexander McCall Smith, 159 p., éd. Te Neues,  (ISBN 978-3-96171-136-9)
- 2021 : Found, Not Lost[12],[13], préface de Vaughn Wallace, 232 p., éd. Gost,  (ISBN 978-1-91040-131-6)
- Elliott Erwitt, t. 74, Reporters sans frontières (RSF) / édition illustrée, coll. « 100 photos pour la liberté de la presse », 2023, 144 p. (ISBN 978-2362200953).

## Expositions

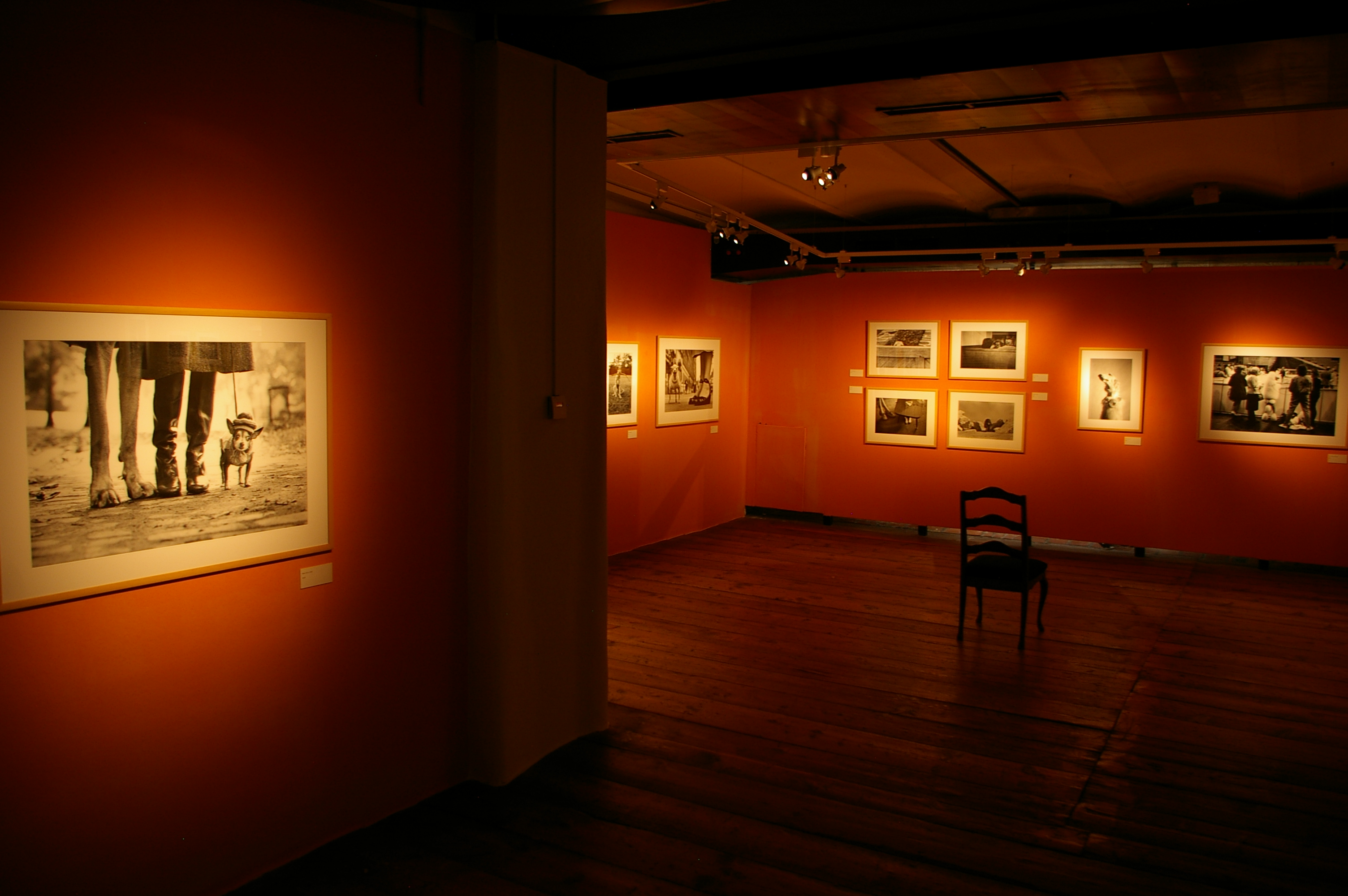
Rétrospective de son œuvre en 2012 au musée KunstHausWien à Vienne.

- Elliott Erwitt, Rencontres internationales de la photographie d'Arles (1977)
- Personal Best, Maison européenne de la photographie à Paris (du 3 février au 4 avril 2010) et Centre international de la photographie de New York (2011)[14]
- Elliott Erwitt. Retrospective au musée KunstHausWien à Vienne, du 4 juin au 30 septembre 2012[15]
- 100+1, Fotografiska, Stockholm (du 6 décembre au 2 mars 2014)
- Elliott Erwitt - une rétrospective, musée Maillol, Paris (du 23 mars au 24 septembre 2023)[3]
- Elliott Erwitt : rétrospective, à la Sucrière, Lyon (du 21 octobre 2023 au 17 mars 2024)
- Elliott Erwitt. Une rétrospective à Bruxelles, Grand Place 5, Bruxelles (du 7 juin 2024 au 5 janvier 2025)[16]

## Filmographie
Sauf indication contraire, les informations mentionnées dans cette section peuvent être confirmées par la base de données cinématographiques IMDb,  présente dans la section « Liens externes ».

### Réalisateur
- 1970 : Arthur Penn: The Director (court métrage documentaire)
- 1972 : Beauty Knows No Pain (court métrage documentaire)
- 1981 : Beautiful Baby, Beautiful (téléfilm documentaire)
- 1985 : The Great Pleasure Hunt: Japan (téléfilm documentaire)

### Autres
- 1961 : Les Désaxés (The Misfits) de John Huston - photographe de plateau (non crédité)
- 1964 : The Unwed Mother (téléfilm documentaire) - photographe de plateau
- 1968 : Le Lion de papier (Paper Lion) d'Alex March - consultant visuel
- 1970 : Gimme Shelter (documentaire) de David Maysles, Albert Maysles et Charlotte Zwerin - opérateur caméra
- 1972 : À ceux qui perdent (A Sense of Loss) (documentaire) de Marcel Ophüls - photographie additionnelle
- 1976 : L'Empreinte de la justice (The Memory of Justice) (documentaire) de Marcel Ophüls - second opérateur caméra
- 1998 : Fearful Symmetry (documentaire vidéo) de Charles Kiselyak - photographe
- 2005 : American Masters (émission de télévision documentaire), saison 19, épisode No Direction Home: Bob Dylan de Martin Scorsese - photographe de plateau
- 2006 : American Masters (émission de télévision documentaire), saison 20, épisode Marilyn Monroe: Still Life de Gail Levin - photographe de plateau
- 2009 : Get Yer Ya Ya's Out (court métrage documentaire vidéo) de Brad Kaplan, Ian Markiewicz et Albert Maysles - photographie additionnelle

## Distinctions
- 2002 : médaille du centenaire de la Royal Photographic Society[17]
- 2007 : Lucie Award pour l'œuvre d'une vie

### Documentaires
- Contacts (émission de télévision sur la photographie), saison 1, épisode 7, diffusé sur Arte le 20 juin 1995 ; voir sur (en) imdb.com (consulté le 4 septembre 2023).
- Elliott Erwitt - Silence Sounds Good d'Adriana Lopez Sanfeliu,  portrait du photographe par son assistante (Arte, France, 2019, 62 min) ; présentation sur le site de la réalisatrice.